# Terrorisme d'extrême droite

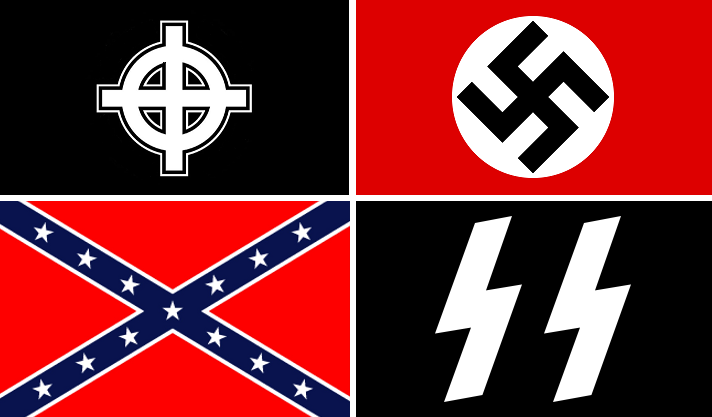
Symboles fréquemment utilisés par les terroristes d'extrême droite (croix celtique, croix gammée nazie, drapeau confédéré, Schutzstaffel).

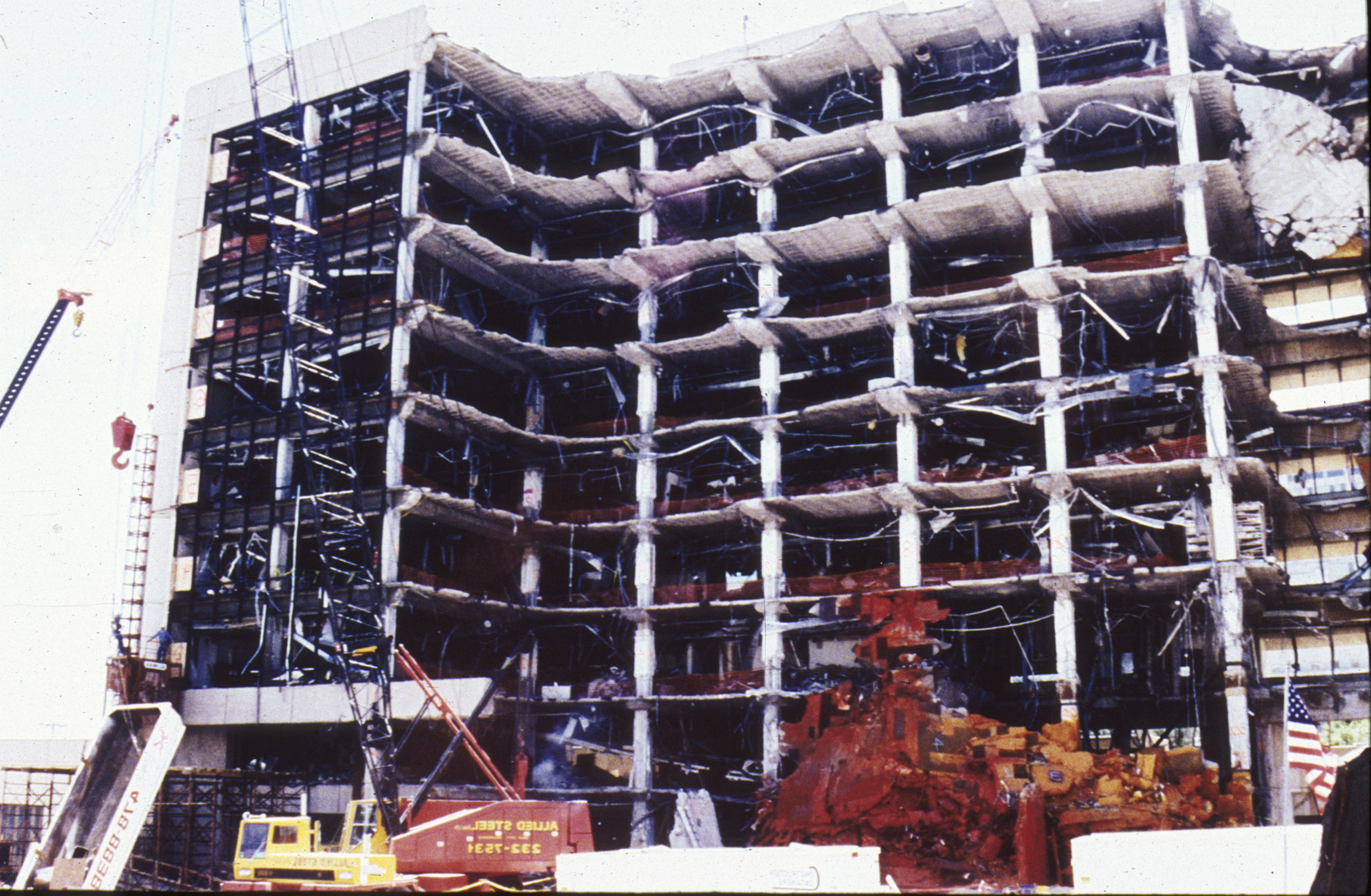
Les conséquences de l'attentat à la bombe d'Oklahoma City en avril 1995.

Le terrorisme d'extrême droite est un acte de terrorisme motivé par diverses idéologies d'extrême droite. Cela peut être motivé par le néonazisme, le nationalisme, le suprémacisme blanc, l'anticommunisme, le néo-fascisme, l'écofascisme ou encore le fondamentalisme religieux. Le terrorisme d'extrême droite moderne a largement émergé en Europe occidentale dans les années 1970, et après les révolutions de 1989 et la dissolution de l'Union soviétique en 1991, il a émergé en Europe de l'Est et en Russie.
Les terroristes d'extrême droite visent à renverser les gouvernements et à les remplacer par des régimes autoritaires. Ils croient que leurs actions déclencheront des événements qui mèneront finalement à la mise en place de ces gouvernements.

## Historique
Le Ku Klux Klan, fondé en 1865, est la première instance célèbre d'un groupe créé spécifiquement pour assurer la suprématie des Blancs. Dans les années 1960 et 1970, le gouvernement américain combat ouvertement le Ku Klux Klan, menant au démantèlement de ses cellules les plus dangereuses par le FBI,,.
Les premières formes de terrorisme d'extrême-droite en Europe sont antisémites, symbolisées par Édouard Drumont avant la Seconde Guerre mondiale et par René Binet après la guerre. L'idée est remaniée par Renaud Camus au début des années 2000 en remplaçant la cible juive par une nouvelle cible musulmane. Dès cette époque, l'idée est de justifier les attaques par un concept de légitime défense contre une invasion qui serait le véritable crime.
Le terrorisme d'extrême-droite gagne en ampleur en France avec la création de l'Organisation de l'armée secrète pendant la Guerre d'Algérie. Le 18 juin 1961, l'organisation cause la deuxième attaque terroriste la plus meurtrière de l'histoire de France après les attentats du 13 novembre 2015 avec 27 morts, en attaquant le train Strasbourg-Paris. Le 22 août 1962, l'organisation tente d'assassiner Charles de Gaulle.

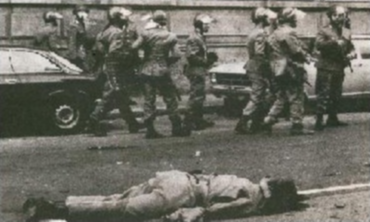
Le 12 avril 1973 (le « jeudi noir de Milan ») une manifestation d'extrême droite fait de nombreux blessés et un mort parmi les forces de l'ordre.

Dans les années 1970, les années de plomb voient un important terrorisme d'extrême-droite en Italie, souvent dans l'objectif d'imputer à l'extrême gauche des attentats supplémentaires. Entre 1969 et 1975, les attentats et les violences politiques y sont surtout imputables à des groupes de droite (à 95 % de 1969 à 1973, à 85 % en 1974 et à 78 % en 1975). On compte sur la décennie 4 490 blessés, dont 551 imputables à l’extrême droite.

### Théorie du grand remplacement et années 1970
Dans les années 1970, la Nouvelle Droite française et surtout Alain de Benoist et Renaud Camus créent la théorie du grand remplacement ; pour certaines personnes parmi les plus extrémistes, on commence à parler de génocide blanc par l'immigration. Guillaume Faye a quant à lui rendu célèbre l'expression de « guerre civile raciale ».
Aux États-Unis, dès les années 1990 et l'attentat d'Oklahoma City, des organisations alertent sur la vulnérabilité particulière des vétérans à la radicalisation.

### Attentats du 11 septembre 2001
Après les attentats du 11 septembre 2001 aux États-Unis, les personnalités politiques islamophobes apparaissent sur le devant de la scène européenne et nord-américaine. C'est à cette époque que le terrorisme d'extrême-droite devient la menace principale. En 2015 et 2016, l'arrivée d'environ deux millions de demandeurs d'asile en Europe galvanise les extrémistes.
Aux États-Unis, des forts pics de violence d'extrême-droite sont enregistrés après l'élection de Barack Obama. Le département de la Sécurité intérieure des États-Unis demande une attention renforcée au terrorisme d'extrême-droite à la suite de l'élection d'un homme noir au poste de président.

### Naissance du manifeste
En juillet 2011, les attentats d'Oslo et d'Utøya font 77 morts ; c'est le premier cas où le terroriste écrit un manifeste et le publie pour donner plus de visibilité à son acte, ce qui devient par la suite une pratique répandue.
Dans les années 2000, la Russie tend à soutenir la rhétorique xénophobe, quitte à cautionner des violences sur son territoire. En 2011, des affrontements ont lieu entre la police, des groupes d'extrême-droite et des hooligans, marquant un changement de comportement du gouvernement. L'État commence alors à incarcérer ses membres les plus violents. En Europe, les extrémistes commencent alors à se tourner vers l'Ukraine à partir de 2014 et de l'Euromaïdan, où se fait connaître le régiment Azov qui attaque d'abord, en dehors de sa lutte contre l'invasion russe, les personnes non-blanches puis les homosexuels.
Entre 2010 et 2017, aux États-Unis, on compte 263 actes de terrorisme dont 92 d'extrême-droite, un nombre plus élevé que celui du terrorisme islamiste. En Europe, le nombre de morts dans des attaques terroristes d'extrême-droite augmente fortement dans les années 2010 mais reste inférieur à celui du terrorisme islamiste. En 2016, l'année de l'élection de Donald Trump, 127 agressions contre les musulmans sont signalées au FBI, un nouveau pic après l'ancien record à 93 en 2001 ; l'année suivante, l'administration coupe les subventions accordées aux groupes luttant contre la violence relevant du suprémacisme blanc, affirmant qu'elle ne relève que du maintien de l'ordre classique, et ferme la cellule dédiée du département de la Sécurité intérieure des États-Unis.
En 2017, l'attentat de la grande mosquée de Québec est la tuerie faisant le plus de victimes commise par le suprémacisme blanc jusqu'aux attentats de Christchurch.

### Internationalisation
En France, après les attentats du 13 novembre 2015, des personnes d'extrême-droite tentées par le terrorisme sont qualifiées par les spécialistes d'« enfants du 13 novembre ». La figure de l'immigré passe du stéréotype de la « racaille » à celui de l'islamiste. L'attentat du 14 juillet 2016 à Nice renforce la menace perdue en touchant la région  Provence-Alpes-Côte d'Azur.
Au premier février 2018, en France, on compte 611 détenus incarcérés pour des faits en lien avec le terrorisme, dont 28 d'extrême-droite. En février 2022, 52 personnes sont en cours de mise en examen pour des projets d'extrême-droite prévoyant le recours à la violence, dont Rémy Daillet-Wiedemann. Les actes terroristes sont considérés comme une suite logique de la guerre d'Algérie, le terroriste Nogan Lisin en particulier ayant repris le sigle d'OAS pour « provoquer la remigration des Arabes par la terreur »,. Les organisations européennes et nord-américaines commencent à collaborer, en particulier avec un contact étroit entre Génération identitaire et Identity Evropa, à l'origine de la manifestation « Unite the Right » à Charlottesville en 2017.
Le 15 mars 2019, les attentats de Christchurch sont commis contre deux mosquées de la ville de Christchurch, en Nouvelle-Zélande, et qui font 51 morts et 49 blessés. Il s'agit de la tuerie la plus meurtrière commise spécifiquement contre des musulmans dans un pays occidental et l'attentat d'extrême droite ayant causé le plus de victimes depuis les attentats d'Oslo et d'Utøya en 2011 (77 morts). Le mois suivant, un homme attaque une synagogue à Poway, accusant les Juifs d'orchester un « génocide blanc ».
Dans les six mois précédents, plusieurs attaques sont empêchées dans le monde : la France arrête les Barjols, un groupe de personnes voulant assassiner Emmanuel Macron, l'Espagne arrête un fasciste qui veut assassiner Pedro Sánchez, l'Allemagne découvre une tentative de coup d'état en Allemagne en 2022 au sein de son armée. Aux États-Unis, un nationaliste blanc tue 11 personnes dans une synagogue à Pittsburgh ; en février 2019, le FBI arrête un garde-côte qui veut tuer une liste d'élus démocrates. À El Paso, un homme tue 22 personnes en visant spécifiquement des Mexicains, dénonçant dans son manifeste une « invasion hispanique du Texas »,, et le 9 octobre, à Halle-sur-Saale, une attaque fait deux morts dans une synagogue.
De 2017 à 2021, huit projets d'attentat sont déjoués en France, avec le démantèlement de cinq cellules terroristes, et quatre en 2018 et 2019 en Belgique. De 2015 à 2020, le nombre d'actions terroristes d'extrême-droite enregistrées dans le monde occidental triple. Aux États-Unis, l'Anti-Defamation League estime que 76% des personnes tuées aux États-Unis dans le cadre d'attentats le sont dans des attentats d'extrême-droite.
Le 23 janvier 2025, un adolescent de 14 ans soupçonné d'un projet d'attentat contre une mosquée est arrêté à Bruxelles. Cette arrestation met en lumière l'implication et l'endoctrinement des Mineur dans le terrorisme d'extrême-droite.
Le 31 mai 2025, Hichem Miraoui, un Tunisien de 45 ans, est tué par balle, tandis qu'un homme turc à été blessé. Le suspect, Christophe B., avait publié plusieurs vidéos raciste sur les réseaux sociaux et avait appelé à tuer des personnes maghrébine avant de passer à l'acte. L'affaire a été saisie par le Parquet national antiterroriste, marquant ainsi une première dans la reconnaissance judiciaire d’un homicide lié à l’idéologie d’extrême droite. En France douze projets d'attentat d'extrême-droite ont été déjoués depuis 2017.

### Pandémie de Covid-19
Il est probable que la pandémie de Covid-19 ait joué un rôle dans les augmentations de violences d'extrême-droite. L'isolement physique, rendant plus vulnérable à la radicalisation, s'accompagne de beaucoup de temps passé sur Internet en contact avec des contenus à potentiel de propagande. Certaines branches du groupuscule Division Atomwaffen prévoient également de propager volontairement le virus dans des lieux fréquentés par des minorités ou par la police.
En avril 2020, le Comité contre le terrorisme (en) de l'Organisation des Nations unies alerte : « Les États membres sont préoccupés par la menace croissante et de plus en plus transnationale du terrorisme d'extrême droite ». Si le phénomène n'a rien de nouveau, elle observe que sa fréquence et sa létalité ont augmenté dans les quelques années précédentes. En mars 2020, Thomas Haldenwang, président des services de renseignement allemands, place le terrorisme d'extrême-droite devant le terrorisme djihadiste dans les menaces pesant sur l'Allemagne.
Le département d'État des États-Unis pousse pour inscrire une première organisation étrangère comme organisation de terrorisme suprémaciste blanc, la Division Atomwaffen,. L'organisation est officiellement dissoute par sa direction avant que l'organisation puisse être catégorisée et la Ligue anti-diffamation déclare que « cette décision vise à donner aux membres une marge de manœuvre plutôt qu'à mettre fin à leurs activités militante »,.
En avril 2021, Gérald Darmanin fait un discours sur les menaces du terrorisme d'ultra-droite. En mai 2021, le Belge Jürgen Conings est pourchassé pour ses menaces envers des personnalités politiques, des mosquées et le virologue Marc Van Ranst. En raison d'opinions radicales et d'accointances avec l’extrême-droite, onze militaires se voient interdire l'accès à des dépôts d'armes et aux informations sensibles sur l'affaire.
En 2021, Europol indique avoir recensé 388 interpellations pour terrorisme, dont 29 d'extrême-droite en France, soit 45 % des interpellations en Europe pour ce sujet.

## Cibles
Les cibles des terroristes d'extrême-droite sont généralement des personnalités politiques ou des personnes non blanches, souvent de confession musulmane en France, ainsi que des personnes de confession juive,. Un homme arrêté en France pour volonté de faire un attentat de masse à l'explosif affirme vouloir viser « plusieurs personnes de chaque minorité, musulmans, juifs, noirs, homosexuels, francs-maçons ».
Au XXIe siècle, le terrorisme d'extrême-droite s'appuie sur deux piliers : la volonté d'une population à peau blanche sans croire à l'assimilation des populations immigrées, et la croyance au grand remplacement,, poussant les terroristes à soutenir la remigration des personnes non blanches ou musulmanes, l'Islam étant vu comme incompatible avec les pays à culture européenne. Il peut aussi y avoir une volonté d'accélérationnisme, c'est-à-dire de provoquer une guerre civile menant à l'effondrement rapide de la société et à la création rapide d'un ethno-État blanc.

## Méthodes

### Armes
Les méthodes utilisées pour le terrorisme d'extrême-droite en France au vingt-et-unième siècle vont du poignardage au couteau en céramique à des explosifs sophistiqués, dont le peroxyde d'acétone. Souvent, ils sont très bien armés et fascinés par les armes ; en Belgique, les renseignements observent une tendance à l'inscription au sein de clubs de tir.

### Démographie
Au vingtième siècle, les actes terroristes tendent à être organisés par des groupes identitaires, par exemple l'OAS en France. Au siècle suivant, les attaques relèvent plutôt de l'inspiration personnelle et du loup solitaire, quoique lui aussi soutenu par des groupes,. Le terroriste d'extrême-droite contemporain évolue au sein de plusieurs groupuscules identitaires, même s'il passe seul à l'action violente. Les groupes partagent également cet imaginaire du « loup solitaire » lourdement armé.
Le loup solitaire tend en effet à évoluer dans des groupes d'extrême-droite et à appartenir à des mouvances survivalistes. Il fréquente souvent des camps d'été et stages survivalistes ; il apprend aussi le combat ou le tir en forêt et fait souvent partie de salles de sport ou de boxe tenues par d'autres membres d'organisations identitaires.
Aux États-Unis, dès les années 1990 et l'Attentat d'Oklahoma City, des organisations alertent sur la vulnérabilité particulière des vétérans à la radicalisation. Europol indique aussi un nombre important de militaires et de policiers, en activité ou non, dans les organisations.
Le mouvement est de plus en plus transnational : en Amérique du Nord, en Europe et en Russie, les groupes se relaient mutuellement, s'expriment le plus souvent en anglais, et des militants traduisent les manifestes dans d'autres langues pour les diffuser plus largement, ce qui tend à uniformiser les discours. Cette approche transnationale, alors que le discours lui-même est nationaliste, est une première dans l'histoire du terrorisme d'extrême-droite.

### Communication
Souvent censurés sur les réseaux sociaux, les groupes radicaux se tournent vers des plateformes en ligne plus permissives, dont VKontakte, Telegram et Signal, où la modération ne s'applique pas.
À partir des attentats d'Oslo et d'Utøya, il devient de plus en plus commun de partager un manifeste expliquant leurs motivations sur Internet. Plusieurs terroristes publient sur 8chan ; ils transmettent également la tuerie en direct sur des plateformes de streaming comme Twitch,. Les tueurs se citent entre eux : celui de Christchurch mentionne le manifeste d'Oslo et d'Utøya, celui d'El Paso mentionne celui de Christchurch.
L'attention médiatique reste cependant disproportionnellement concentrée sur le terrorisme islamiste.

### Engagement en Ukraine
En parallèle, les groupes d'extrême-droite non armés veillent à polir leur image publique afin de recruter plus facilement. Ils ne bénéficient pas du soutien d'États, contrairement au terrorisme islamiste ; la Russie les attire mais ne soutient que les partis considérés comme plus respectables, faisant elle-même une forte répression des violences xénophobes à partir de 2011. En Europe, les extrémistes commencent alors à se tourner vers l'Ukraine à partir de 2014 et de l'Euromaïdan, où se fait connaître le régiment Azov qui attaque d'abord, en dehors de sa lutte contre l'invasion russe, les personnes non-blanches puis les homosexuels. Il devient plus commun de voir des suprémacistes blancs s'engager sur le front ukrainien et y faire leurs armes, que ce soit du côté russe ou du côté ukrainien,.

## Lutte contre le terrorisme d'extrême droite

### Moyens gouvernementaux
En décembre 2019, Horst Seehofer annonce la création de 600 postes au sein de la police et des renseignements allemands pour lutter contre le terrorisme d'extrême droite.
En février 2020, le gouvernement allemand adopte une loi contre la haine et la violence sur Internet, obligeant les plateformes sociales à supprimer sous 24 heures les contenus jugés haineux et à les signaler à la police. En juin 2020, la Loi contre les contenus haineux sur internet est adoptée en France.
Les gouvernements peuvent également parfois mener la dissolution de groupes incitant à la haine. C'est l'argument invoqué pour la dissolution de Génération identitaire en France. Si la méthode permet de donner moins de poids et de visibilité au groupe et d'en éloigner les personnes les moins radicalisées, elle n'est pas forcément efficace sur les membres les plus violents.

### Difficultés d'estimation
Dans le monde, le terrorisme d'extrême droite blanche est minoritaire. Il est cependant plus fréquent que ce qu'en disent les chiffres officiels, car il a plus souvent un caractère spontané, qui n'est pas reconnu comme relevant du terrorisme par la loi et relève à la place d'un acte de haine. Europol attribue 3% des attaques terroristes de 2017 à l'extrême-droite, alors que le Centre de recherche sur l'extrémisme, en Norvège, identifie une majorité d'attaques d'extrême-droite en Europe de l'Ouest, faisant moins de victimes. En France, un cas particulier est celui de l'attaque d'une mosquée à Bayonne, motivé par une volonté de blesser ou tuer des musulmans, mais non considéré comme terroriste en raison de l'instabilité psychologique de l'attaquant malgré son engagement au sein de l'extrême-droite.
En 2011, le terrorisme d'extrême-droite n'est pas une priorité pour les services du renseignement belge ; à partir de 2019, ils estiment que la menace n'est plus négligeable et a accéléré dans les dernières années. Europol souligne en 2019 le faible taux de passage à l'acte des extrémistes de droite, mais l'augmentation du nombre absolu de signalements et d'arrestations. L'organisation estime que le climat « construit sur la xénophobie, les sentiments antisémites, anti-islam et anti-immigration » du monde occidental en 2019 est susceptible de faire baisser les obstacles du passage à l'acte.
Aux États-Unis, la concentration des services de renseignement sur le combat contre le terrorisme islamiste tend à permettre au terrorisme d'extrême-droite de s'organiser sans grande surveillance. Le pays est particulièrement touché en raison de l'instrumentalisation du racisme lors des élections présidentielles américaines de 2016 et de l'accès facile aux armes à feu.